# Paroles sans papiers
Paroles sans papiers est un album de bande dessinée collectif, réalisé à partir de témoignages d'immigrés « sans-papiers » et publié aux éditions Delcourt en 2007.
- Scénaristes : David Chauvel, Alfred, Michaël Le Galli
- Dessinateurs : Lorenzo Mattotti, Pierre Place, Gipi, Jérôme Jouvray, Cyril Pedrosa, Kokor, Brüno, Frederik Peeters et Alfred.